# The Terror of Tiny Town
The Terror of Tiny Town é um filme Western americano de 1938, produzido por Jed Buell, dirigido por Sam Newfield e estrelado por Billy Curtis. É o único musical western  do mundo com um elenco totalmente anão. O filme foi filmado em um estúdio de som em Hollywood e parcialmente em Placeritos Ranch, em Placerita Canyon, Califórnia. A inspiração do filme surgiu quando Jed Buell ouviu um funcionário, brincando, dizendo: "Se essa queda econômica continuar, usaremos anões como atores".
Usando uma história western convencional com um elenco de diminutivo, os cineastas foram capazes de vitrine gags, como cowboys que entram no saloon local, andando sob as portas giratórias, escalada em armários para recuperar itens, e cowboys anãos galopando em torno de póneis Shetland, enquanto laçam bezerros.

## Enredo
O filme começa com um homem em um palco que é o único membro de estatura média do filme. Ele anuncia que este filme é o primeiro de seu gênero e fala o título: The Terror of Tiny Town. Ele é interrompido pelo herói, Buck Larson, que segue e conta que a história é séria, pois ele é o herói e se tornará a maior estrela de Hollywood. O vilão do filme, Bat Haines, continua dizendo que se tornará a maior estrela de Hollywood, e os dois argumentam.
As pessoas da cidade estão trabalhando enquanto cantam 'Laugh Your Troubles Away'. O pai de Buck Larson, Pop Larson, diz a Buck que ele quer que ele vá ao rancho e descubra por que os bezerros estão desaparecendo. Bat Haines e sua gangue são vistos amarrando os bezerros enquanto montam pôneis de Shetland. Buck vê os ladrões de gado e eles fogem antes que ele possa vê-los de perto. Os ladrões colocam um ferro em brasa com as iniciais de um fazendeiro vizinho, Tex Preston. Enquanto isso, Bat diz a Tex que os Larsons estão atirando em seu gado.
Mais tarde, Tex vai à cidade buscar sua sobrinha, Nancy Preston, que ficou órfã e agora vai morar com ele. No salão da cidade, Bat diz ao xerife para ficar de fora da disputa de Larson / Preston ou ele será enviado de volta para a prisão. Ele também revela que roubará uma diligência carregando dinheiro. Enquanto Bat e sua gangue tentam roubar a carruagem, Buck e seu grupo veem o ataque e matam Bat Haines. Buck é capaz de parar a carruagem que carrega a sobrinha de Preston, Nancy. Ela agradece e ele a leva de volta à cidade. O romance deles continua, mas eles devem se encontrar secretamente por causa da disputa entre Larson / Preston. Eventualmente, Pop Larson os descobre e o força a ficar longe um do outro.
Buck persegue Nancy e eles vão embora juntos. Bat espia o casal e diz a Tex que eles estão juntos. Tex cavalga para encontrá-los e envia Nancy para casa. Buck convence Tex de que outra pessoa roubou sua propriedade. Enquanto Tex vai embora, ele é assassinado por Bat, que tenta, sem sucesso, matar Buck. Bat diz a Nancy que foi Buck quem atirou em Tex. Bat força o xerife a prender Buck pelo assassinato de Tex. Buck confronta Nancy e a convence de que não atirou em Tex, descobrindo no processo que Bat está causando todos os problemas.
No salão da cidade, Buck confronta e dá um soco em Bat, e o xerife leva Buck sob custódia. Bat tenta enforcar Buck sem julgamento. Buck envia Nancy ao rancho de Larson para reunir pessoas que podem ajudá-lo a escapar. Quando a multidão enfurecida se aproxima de Buck, o xerife intervém, mas Bat atira nele e foge pela janela antes que a equipe de Larson chegue. Buck persegue Bat em seu esconderijo secreto. Enquanto isso, a zangada garota do salão de dança Nita planta dinamite na cabana de Bat, zangada por ele ter negligenciado e depois a abusado. Buck e Bat se envolvem em um duelo final dentro da cabine. Buck sai correndo da cabine no último segundo, deixando Bat para trás. A cabine explode quando Bat se prepara para atirar em Buck na parte de trás da cabeça. Buck e Nancy finalmente conseguem compartilhar um beijo.

## Elenco

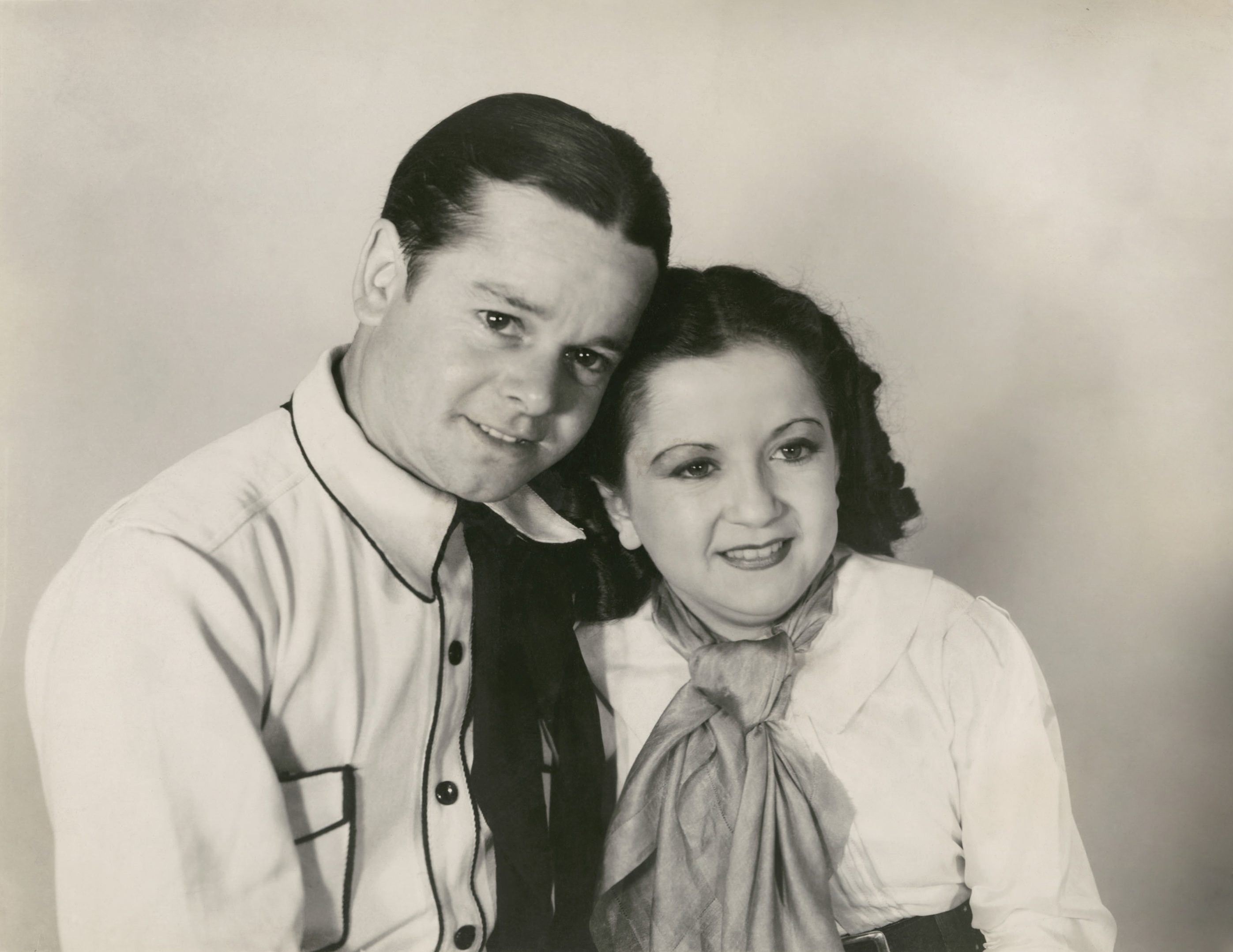
Billy Curtis e Yvonne Moray

- Billy Curtis como O Herói (Buck Lawson)
- Yvonne Moray como A Garota (Nancy Preston)
- O pequeno Billy Rhodes como o vilão (Bat Haines) (como o pequeno Billy)
- Billy Platt como O Tio Rico (Jim 'Tex' Preston) (como Bill Platt)
- John T. Bambury como Proprietário do Rancho (Pop Lawson) (como John Bambury)
- Joseph Herbst como O Xerife
- Charlie Becker como O Cozinheiro (Otto)
- Nita Krebs como The Vampire (Nita, a dançarina de salão)
- George Ministeri como O Ferreiro (Armstrong)
- Karl Karchy Kosiczky como O Barbeiro (Sammy) (como Karl Casitzky)
- Fern Formica como Diamond Dolly (como Johnnie Fern)
- William H. O'Docharty como The Old Soak (como WH O'Docharty)

Jed Buell conseguiu encontrar cerca de 60 membros do elenco para o filme, com uma altura média de 1,15 m. Ele localizou a maioria deles através de agências de talentos, anúncios em jornais e transmissões de rádio. O filme apresenta Anões de Jed Buell. Muitos dos atores eram ex-membros da trupe Singer's Midgets. e interpretaram Munchkins em O Mágico de Oz, lançado em 1939.

## Lançamento
Terror of Tiny Town foi lançado nos cinemas em 1 de dezembro de 1938. O retorno das bilheterias provou ser tão bom que em 1938 o produtor, Jed Buell, anunciou na revista Variety, que havia fechado um acordo com Sol Lesser. Ele tinha planos para várias séries de filmes de sequelas, com um elenco para todas as pessoas pequenas. Por razões pouco claras, as sequências nunca foram produzidas.

## Recepção
O Terror de Tiny Town recebeu críticas negativas ao ser lançado, com alguns considerando o pior filme já feito. O autor e crítico de cinema Leonard Maltin premiou o filme com uma estrela e meia de quatro estrelas, chamando-o de 'Um enredo típico de encenação mal interpretado". A TV Guide premiou o filme com uma de quatro estrelas, chamando-o de "Uma das ideias mais estranhas já postadas no cinema". Charles Tatum, do eFilmCritic.com, atribuiu ao filme uma entre cinco estrelas, exibindo os números de atuação, roteiro e musical do filme; afirmando que o filme era "tão curto em entretenimento". Craig Butler, da Allmovie, classificou o filme como "decepcionantemente entediante", criticando a atuação amadora do filme, o roteiro sem imaginação e a direção sem inspiração. A Film Threat observou que, embora "não fosse um ótimo filme", ainda era divertido de assistir. Sobre o valor de entretenimento do filme, o revisor escreveu: "The Terror of Tiny Town é tão estranhamente estranho e espirituoso que na verdade se torna muito engraçado (embora de maneira perversa e politicamente incorreta). O elenco dos anões não é especialmente talentoso e grande parte da leitura do diálogo é hilária (as sequências de luta são inestimáveis em sua falta de jeito - obviamente, as dublês estavam fora de questão aqui). E Nita Krebs, como a cantora de salões dietricheseques, é tão exagerada, que sua sirene musical é inestimável em seu erotismo distorcido".